# De Andalucía yo soy
De Andalucía yo soy es un pasodoble compuesto por Ruiz de Padilla, Félix Lapardi y Ramón Rodó Sellés,  que trata sobre Andalucía.
Fue grabada por la cantante Perlita de Huelva en Discos Belter en 1972.
Supuso un éxito en España y continúa teniendo un seguimiento de culto, estando considerada todo un himno de Andalucía. Siendo muy recordada por las orquestas y concursos musicales como Se llama copla, Se llama copla junior, La voz Senior, entre otros.